# 上官凝
上官凝（？—？），字成叔，号闲居燕士，生卒年不詳。宋朝福建邵武人。
有文名，庆历二年（1042年）举进士，官銅陵縣縣尉，有政声。離任時，有數十名老人餞別，送他銀子，上官凝拒絕。官至职方员外郎，通判处州。上官凝為官嚴謹清正，因憂勞政務而卒，年五十八岁。後追贈光禄大夫。共有四子，皆為官：上官垲、上官均、上官填、上官堪。